# May-Britt Moser
May-Britt Moser (Fosnavåg, Noruega, 4 de enero de 1963) es una neurocientífica, psicóloga y profesora noruega, galardonada en el 2014 con el Premio Nobel de Fisiología o Medicina, compartido con John O'Keefe y Edvard Moser, «por sus descubrimientos de células que constituyen un sistema de posicionamiento en el cerebro».
May-Britt Moser y Edvard Moser son el quinto caso en la historia en el que los dos miembros de un matrimonio reciben el Premio Nobel, en este caso el Premio Nobel de Medicina.

## Breve reseña biográfica
Estudió psicología en la Universidad de Oslo y obtuvo el doctorado en neurofisiología en 1995. Después de estudiar en la Universidad de Edimburgo y en el University College London, ella y Edvard Moser, a quien había conocido en la universidad, se mudaron a la Universidad Noruega de Ciencia y Tecnología en Trondheim. Es profesora de neurociencia y directora del Centro de Computación Neural de la universidad. May-Britt y Edvard Moser tienen dos hijas.[cita requerida]

## Trabajo científico: el hipocampo
En el 2005, May-Britt Moser y Edvard I. Moser descubrieron un tipo de célula que es importante para determinar la posición cercana al hipocampo, un área ubicada en el centro del cerebro. Descubrieron que cuando una rata pasaba por ciertos puntos dispuestos en una cuadrícula hexagonal en el espacio, se activaban las células nerviosas que forman una especie de sistema de coordenadas para la navegación. Luego pasaron a demostrar cómo trabajan conjuntamente estos diferentes tipos de células.[cita requerida]

## Publicaciones
- Brun, V.H., Otnæss, M.K., Molden, S., Steffenach, H.-A., Witter, M.P., Moser, M.-B., Moser, E.I. (2002). Place cells and place representation maintained by direct entorhinal-hippocampal circuitry. Science, 296, 2089-2284.
- Fyhn, M., Molden, S., Witter, M.P., Moser, E.I. and Moser, M.-B. (2004). Spatial representation in the entorhinal cortex.Science, 305, 1258-1264 Archivado el 17 de febrero de 2012 en Wayback Machine..
- Leutgeb, S., Leutgeb, J.K., Treves, A., Moser, M.-B. and Moser, E.I. (2004). Distinct ensemble codes in hippocampal areas CA3 and CA1. Science, 305, 1295-1298.
- Leutgeb, S., Leutgeb, J.K., Barnes, C.A., Moser, E.I., McNaughton, B.L., and Moser, M.-B (2005). Independent codes for spatial and episodic memory in the hippocampus. Science, 309, 619-623 Archivado el 17 de febrero de 2012 en Wayback Machine..
- Hafting, T., Fyhn, M., Molden, S., Moser, M.-B., and Moser, E.I. (2005). Microstructure of a spatial map in the entorhinal cortex.Nature, 436, 801-806.
- Sargolini, F., Fyhn, M., Hafting, T., McNaughton, B.L., Witter, M.P., Moser, M.-B., and Moser, E.I. (2006). Conjunctive representation of position, direction and velocity in entorhinal cortex. Science, 312, 754-758.
- Leutgeb, J.K., Leutgeb, S., Moser, M.-B., and Moser, E.I. (2007). Pattern separation in dentate gyrus and CA3 of the hippocampus. Science, 315, 961-966.
- Fyhn, M., Hafting, T., Treves, A., Moser, M.-B. and Moser, E.I. (2007). Hippocampal remapping and grid realignment in entorhinal cortex. Nature, 446, 190-194.
- Hafting, T., Fyhn, M., Bonnevie, T., Moser, M.-B. and Moser, E.I. (2008). Hippocampus-independent phase precession in entorhinal grid cells. Nature 453, 1248-1252.
- Kjelstrup, K.B., Solstad, T., Brun, V.H., Hafting, T., Leutgeb, S., Witter, M.P., Moser, E.I. and Moser, M.-B. (2008). Finite scales of spatial representation in the hippocampus. Science 321, 140-143.
- Solstad, T., Boccara, C.N., Kropff, E., Moser, M.-B. and Moser, E.I. (2008). Representation of geometric borders in the entorhinal cortex. Science, 322, 1865-1868.
- Moser, E.I., Moser, M-B. (2011). Crystals of the brain. EMBO Mol. Med., 3, 1-4.
- Moser, E.I., Moser, M-B. (2011). Seeing into the future. Nature, 469, 303-4
- Jezek, K., Henriksen, EJ., Treves, A., Moser, E.I. and Moser, M-B. (2011). Theta-paced flickering between place-cell maps in the hippocampus. Nature, 478, 246-249.
- Giocomo, LM., Moser, E.I., Moser, M-B. (2011) Grid cells use HCN1 channels for spatial scaling. Cell, 147, 1159-1170.